# コスモス1267号
コスモス1267号（ロシア語：Космос-1267、ラテン文字表記の例：Cosmos 1267）とは、1981年にソビエト連邦によって打ち上げられた宇宙ステーションへの補給船。TKSの2回目の飛行で、最初の補給ミッションだった。

## 設計
コスモス1267号はTKSと呼ばれる重量18トンの大型宇宙船で、もともとはアルマース宇宙ステーションへの輸送のために開発されたものだった。有人飛行も可能だが、TKSが有人で打ち上げられたことは一度もなかった。
TKSは地上への帰還に使用するカプセルと、大きな内容積を持つFGBモジュールから構成された。カプセルの先端にはエンジンを装備したモジュールが結合し、帰還の際に使用されたが、FGBモジュール自体も軌道変更能力を有していた。

## 飛行
コスモス1267号の準備が整った時点で、TKSに対応するアルマース計画は既にキャンセルされていた。そのため、コスモス1267号は宇宙ステーションサリュート6号とドッキングすることになった。
コスモス1267号は、1981年4月25日にバイコヌール宇宙基地から無人で打ち上げられた。軌道投入後は自動で飛行を続け、57日後の6月19日にサリュート6号とのドッキングに成功した。このような巨大な宇宙機同士のドッキングは、複数のモジュールで宇宙ステーションを構築するという後のミールや国際宇宙ステーションに繋がるコンセプトを実証する上で、大きなステップになった。
コスモス1267号はその後もサリュートと結合していたが、1982年7月29日にステーション本体と共に大気圏に突入し、廃棄された。
コスモス1267号はTKSの2回目の飛行に当たる。一つ前のTKSのミッションは1977年7月のコスモス929号で、次のミッションは1983年3月のコスモス1443号だった。